# Василије Милновић
Василије Милновић (Нови Сад, 31. октобар 1978) српски је теоретичар и историчар књижевности и културе. Доктор је књижевних наука. Проучава феномен авангарде и неоавангарде у домаћем и страном окружењу.
У спортској каријери је мачевалац и тренер националне репрезентације Србије.

### Биографија
Дипломирао је на Филозофском факултету Универзитета у Новом Саду, где је одбранио и докторску дисертацију на тему „Питање традиције у контексту српске авангарде“. Добитник је стипендије за даровите студенте постдипломце, Министарство за науку и технолошки развој Републике Србије (2007—2009).
Аутор је монографије Царство граничног о делу Растка Петровића. Објављује научне есеје и публицистику у научно-стручним и културним публикацијама и на порталима.
Један је од оснивача Удружења грађана „Интелкапитал“, основаног ради „развијања, проучавања и промовисања културе, уметности и друштвених питања, путем савремених дигиталних технологија, културе дијалога и неговања независне критичке мисли“, и један од оснивача сајта „Културни херој“, портала за културу, уметност и хуманистику.
У спортској каријери је мачевалац, тренер и национални тренер репрезентације Србије за дисциплину женски мач. Оснивач је Мачевалачког клуба „Војводина“ у Новом Саду и функционер Мачевалачког савеза Србије.